# 守備固め
守備固め（しゅびがため）とは､野球やサッカーなど攻守のある競技で、守備力を上げるために守備に難のある選手から､守備が上手い選手に変える作戦のことを指す。
ここでは野球の守備固めについて記述する｡

## 概要
守備固めは、主にリードしている側のチームが終盤に行う。主に以下のパターンがある。
1. 守備に難のある選手を守備固めの選手に交代する。
2. 代打・代走に出た選手をそのまま守備固めとして守備につかせる。
3. 代打・代走に出た選手を自軍の守備時に守備固めの選手に交代する。

守備固めとして出場する選手は、守備力以外の能力がそれほど高くないことが多い（守備力以外も高い選手は先発で使われている可能性が高い）。そのため、守備固め選手は、打席が回ってくるのが遅い打順に入れられることが多い。守備固めを行って逃げ切りを図ったものの、同点とされて延長戦に入ってしまうような場合は、守備固めによる攻撃力ダウンが裏目に出るケースとなる。
なお、ワンサイドゲームの場面で主力選手を守備固めの選手に変えることがあるが、守備固めよりもむしろ主力選手の休養や、控え選手に試合経験を積ませることが目的であることが多い。
また、特殊なシフトを敷くための守備固めもある。広島東洋カープのマーティ・ブラウン監督（当時）は、過去に5人内野シフトを敷く際、外野手の1人を内野手経験者に交代し、内野で守備させた。
代打と異なり、連続試合出場を継続させるための手段として用いられることは少ないが、読売ジャイアンツの松井秀喜は1999年に脇腹を痛めて打撃ができなくなった際、7月から8月にかけての計9試合に終盤の1イニングのみ守備固めとして出場し、連続試合出場を継続させている。

## 守備固めとして著名な選手
複数のポジションをこなせる選手は、守備固めとして出場することも多い。打球の飛びやすい方向などを考えて、守備に難のある選手と守備位置のみ交代する場合もある。
- 本西厚博 - 好守の外野手で三塁手としても出場。ゴールデングラブ賞1回。
- 上田浩明 - 西武ライオンズ一筋に18年プレー。内野の全ポジションを守り外野の経験もある。通算796試合出場で340打席。
- 秀太 - 現役時代のほとんどを一塁手を除く内野全般の守備固めとしてプレー。ムードメーカー的な存在でもあった。
- 寺内崇幸 - 読売ジャイアンツ一筋で、主に内野全般の守備固めとしてプレー。2013年にはオールスターゲームに、エクトル・ルナの辞退に伴う追加選出で出場を果たしている[1]。
- 飯山裕志 - 内野全般のユーティリティープレイヤー。ほぼ専ら守備固めとしての起用で、北海道日本ハムファイターズ一筋で2017年に引退するまで20年間にわたりプレー。
- 英智 - 現役生活の多くのシーズンを代走・守備固めのスーパーサブとして過ごした。強肩でならし、引退まで衰えることはなかった[2]。